# 屠珍
屠珍（1934年3月8日—2022年9月21日），女，江苏常州人，中华人民共和国翻译家。
屠珍早年毕业于北京大学法文系，曾任中国农工民主党党员，中国作家协会会员，北京市第七、第八届政协委员，北京对外贸易学院教授。

## 生平
1934年出生在北平市，原籍江苏常州。先后就读于北平私立明明小学、圣心女子学校和天津圣约翰女子学校。1951年考入燕京大学西方语言文学系。入学后英文摸底考试成绩名列前茅，直接被免掉三年英文基础课，学习大学四年级的课程。二年级时修完必修课转到法文系。同年在同年的院系调整中并入北京大学。1955年毕业于北京大学毕业后分配到对外贸易部任翻译。1956年开始发表作品。1963年调入北京对外贸易学院工作，历任副教授、教授。1982年加入中国作家协会。曾任国际笔会会员、北京戏剧家协会会员、全国美国文学研究会理事、北京英国文学研究会理事、《文艺人才》杂志编委、中国梅兰芳研究会秘书长，北京市第七、八届政协委员，中国农工民主党中央教育委员会委员等职。1997年退休。2022年9月21日在美国洛杉矶逝世，享年88岁。

## 家庭
屠珍的丈夫梅绍武是著名京剧演员梅兰芳的儿子，他也是翻译家。

## 作品
- 《重返呼啸山庄》（美国林·海尔·萨金特）
- 《赫尔克里的丰功伟绩》（英国阿加莎·克里斯蒂）
- 《炸弹宴会》（英国格雷厄姆·格林）
- 《鸳梦重温》（英国詹姆斯·希尔顿）
- 《眺望林景》（美国弗兰纳·奥康纳）
- 《我为什么住在邮局》（美国尤多拉·魏尔蒂）
- 《瘦子》（美国达希尔·哈米特）